# Joshua Seney
Joshua Seney (ur. 4 marca 1756, zm. 20 października 1798) – amerykański polityk, prawnik i rolnik.
W 1788 roku uczestniczył w Kongresie Kontynentalnym jako przedstawiciel stanu Maryland. Podczas pierwszej i drugiej kadencji Kongresu Stanów Zjednoczonych został wybrany w drugim okręgu wyborczym w stanie Maryland do Izby Reprezentantów, gdzie zasiadał w latach 1789–1792. Na kilka miesięcy przed ukończeniem drugiej kadencji ustąpił z tej funkcji by objąć fotel sędziego sądu okręgowego w Baltimore.